# Barrage de Saint-Guérin
 (novembre 2017).
Si vous disposez d'ouvrages ou d'articles de référence ou si vous connaissez des sites web de qualité traitant du thème abordé ici, merci de compléter l'article en donnant les références utiles à sa vérifiabilité et en les liant à la section « Notes et références ».
Le barrage de Saint-Guérin est un barrage à voûte français, situé à 1 559 m d'altitude dans le massif du Beaufortain sur les hauteurs de Beaufort, dans le département de la Savoie. Le barrage est construit à la sortie du cirque Saint-Guérin, dont il tire son nom.

## Histoire
Mis en service en 1961, il contribue, avec le barrage de la Gittaz au remplissage du barrage de Roselend et compose ainsi le vaste ensemble hydroélectrique du Beaufortain.

## Caractéristiques
Le complexe hydroélectrique de Saint-Guérin a un volume de retenue de 13500 milliers de m³ sur une surface de 44 hectares située à une altitude de 1559 m. Saint-Guérin est un barrage à voûte à double courbure en béton de 70,00 m de hauteur, d’une longueur en crète de 250,50 m et d’une retenue d’eau du complexe hydroélectrique de 13500 milliers de m³,.
L'aménagement du barrage de Saint-Guérin - l’édifice est alimenté par le torrent de Poncellamont , le barrage est relié au Barrage de Roselend et celui de la Gittaz par des galeries qui ont pour but d’alimenter La Bâthie, géré par l’Unité de Production Alpes d’EDF.
La capacité de retenue totale de ces trois réservoirs, reliés entre eux par un système de galeries, est de 213 millions de m³.
Depuis 2013, EDF remplace les principaux composants de chaque groupe de production (turbine, alternateur, transformateur, câbles d’évacuation de l’énergie) pour atteindre, fin 2018, une puissance totale de 600 MW.

## Galerie

Le lac et le barrage
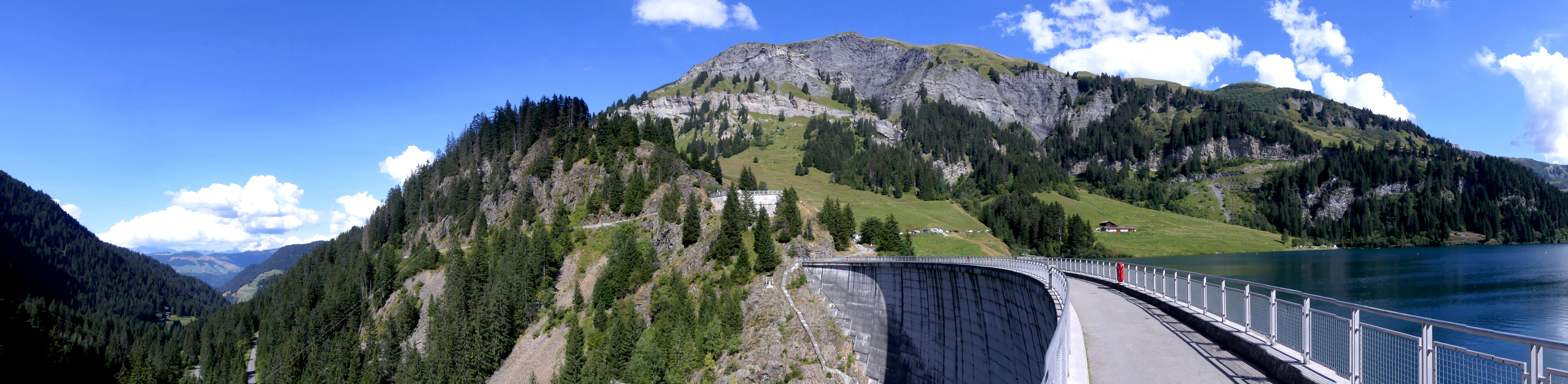
Panoramique du barrage et du lac de Saint-Guérin.
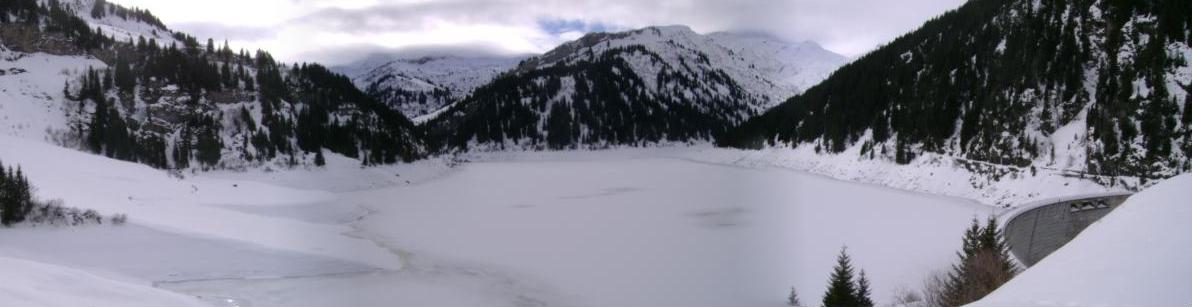
Le lac et le barrage en hiver.
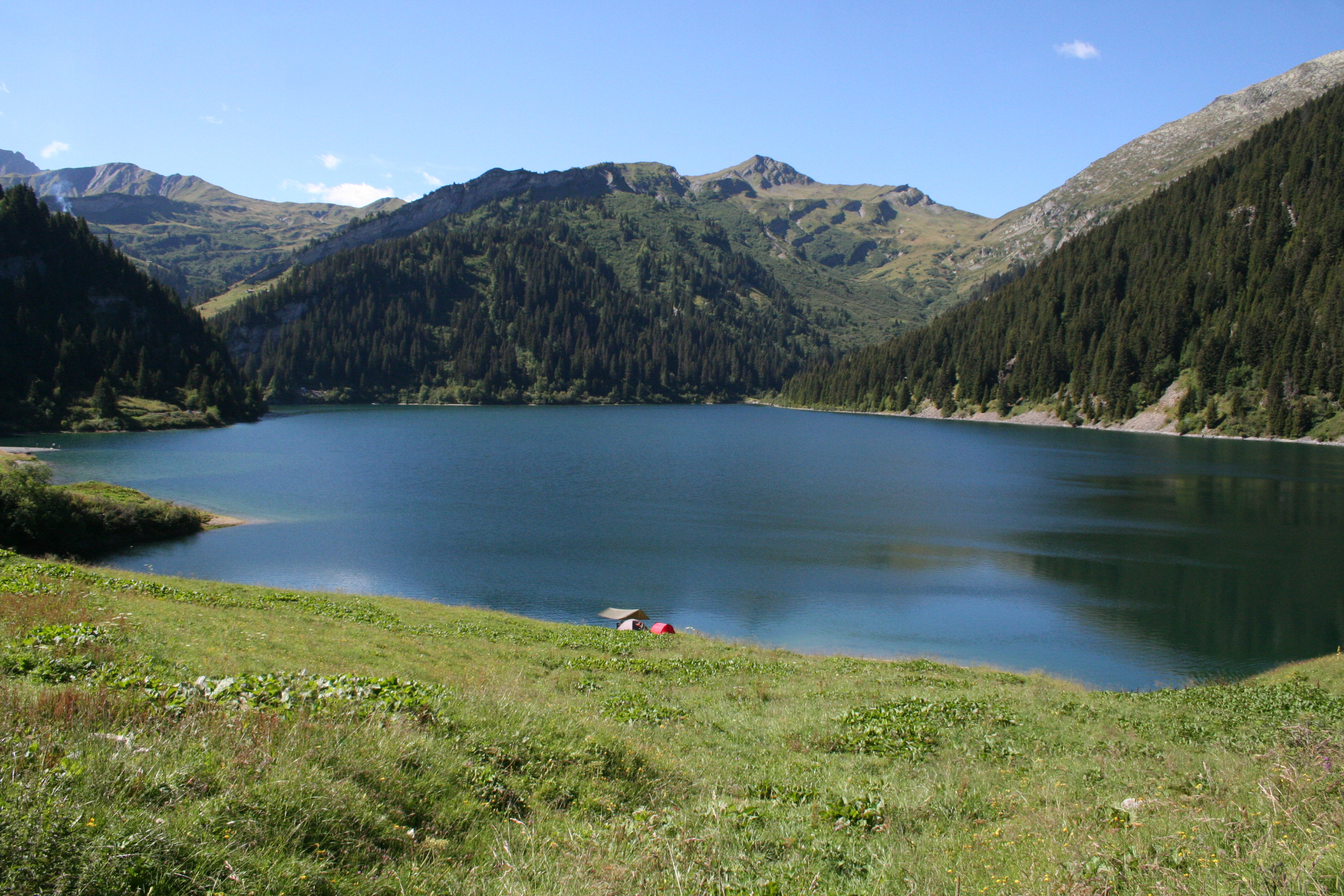
Le lac de Saint-Guérin.